# Списак спортских клубова у Бањалуци
Град Бањалука је највећи град у Републици Српској и као такав пружа могућност развијања спорта, као значајне појаве у људском животу. Зато Бањалука на својој територији нуди разне врсте спорта:

## Фудбал

### Мушки фудбалски клубови
| Грб | Назив                                 | Мјесто                    | Адреса                             | Ранг такмичења у тренутној сезони; 2016/17.            | Лице овлашћено за заступање        |
| --- | ------------------------------------- | ------------------------- | ---------------------------------- | ------------------------------------------------------ | ---------------------------------- |
|     | Фудбалски клуб Борац                  | Бањалука                  | Владике Платона бр.6, Бањалука     | Прва лига Републике Српске у фудбалу                   | Радмило Шиповац; Ратомир Радојичић |
|     | Фудбалски клуб БСК                    | Бањалука                  | Радоја Домановића бб, Бањалука     | Друга лига "Запад"                                     | Дамјановић Предраг                 |
|     | Фудбалски Клуб Омладинац              | Бањалука                  | Бранка Грбчића бб,Бањалука         | Подручна лига Републике Српске у фудбалу Бањалука      | Славнић Милорад Јаков              |
|     | Фудбалски клуб Напријед               | Бањалука                  | Гаврила Принципа бр. 27, Бањалука  | Регионална лига Републике Српске запад                 | Шеварика Чедомир                   |
|     | Фудбалски клуб Врбас                  | Бањалука                  | Богдана Марића бр. 4, Бањалука     | Подручна лига Републике Српске у фудбалу Бањалука      | Машиновић Златан;Милорад Арлов     |
|     | Фудбалски клуб Жељезничар             | Бањалука                  | Браће Подгорника бб, Бањалука      | Друга лига "Запад"                                     | Даничић Радован                    |
|     | ФК Лауш Бањалука\|Фудбалски клуб Лауш | Бањалука                  | Карађорђева бр.320, Бањалука       | Регионална лига Републике Српске запад                 | Спасенић Драган; Бошњак Драгомир   |
|     | Фудбалски клуб Крајина                | Бањалука                  | Ивана Горана Ковачића бб, Бањалука | Подручна лига Републике Српске у фудбалу Бањалука      | Бојић Миле                         |
|     | Фудбалски клуб Индустријски центар    | Бањалука                  | Рамићи бб, Бањалука                |                                                        | Остојић Љубинко                    |
|     | Фудбалски клуб Гомионица              | Бањалука                  | Бронзани Мајдан бб, Бањалука       | Подручна лига Републике Српске у фудбалу Бањалука      | Батар Драган                       |
|     | фудбалски клуб Џаја                   | Бањалука                  | Раде Радића бб, Бањалука           | Подручна лига Републике Српске у фудбалу Бањалука      | Глишић Миливоје                    |
|     | Фудбалски клуб Крупа                  | Крупа на Врбасу, Бањалука | Крупа на Врбасу бб, Бањалука       | Премијер лига БиХ у фудбалу                            | Илић Драшко                        |
|     | Фудбалски клуб Слобода                | Бањалука                  | Писавица бб, Бањалука              | Прва лига Републике Српске у фудбалу, Лига за опстанак | Зрнић Зоран                        |
|     | Фудбалски клуб Јединство              | Бањалука                  | Јоакима Вујића бр. 9, Бањалука     |                                                        | Махмутовић Енес                    |
|     | Фудбалски клуб Слобода нектар         | Бањалука                  | Поткозарје бб, Бањалука            | Подручна лига Републике Српске у фудбалу Бањалука      | Пиљагић Радован                    |
|     | Фудбалски клуб Пролетер               | Бањалука                  | Карановац бб, Бањалука             | Подручна лига Републике Српске у фудбалу Бањалука      | Стојко Санаревић                   |
|     | Фудбалски клуб Будућност              | Бањалука                  | Суботичка бр. 28 а, Бањалука       | Подручна лига Републике Српске у фудбалу Бањалука      | Илић Радован                       |
|     | Фудбалски клуб Рекреативно            | Бањалука                  | Петра Великог бр. 24, Бањалука     | Подручна лига Републике Српске у фудбалу Бањалука      | Арбутина Горан                     |
|     | Фудбалски клуб Младост                | Бањалука                  | Залужани бб, Бањалука              |                                                        | Ђурђевић Владимир                  |

### Женски фудбалски клубови
| Грб | Назив                       | Мјесто   | Адреса                         | Ранг такмичења у тренутној сезони; 2016/17. | Лице овлашћено за заступање |
| --- | --------------------------- | -------- | ------------------------------ | ------------------------------------------- | --------------------------- |
|     | Женски фудбалски клуб Борац | Бањалука | Владике Платона бр.6, Бањалука | Куп Босне и Херцеговине у фудбалу           | Балабан Симона              |

### Клубови малог фудбала - футсала
| Грб | Назив                       | Мјесто   | Адреса                          | Ранг такмичења у тренутној сезони; 2016/17. | Лице овлашћено за заступање |
| --- | --------------------------- | -------- | ------------------------------- | ------------------------------------------- | --------------------------- |
|     | Клуб малог фудбала Бањалука | Бањалука | Алеја Светог Саве 84, Бањалука  | Није узео учешће у лигашким такмичењима     | Мићић Александар            |
|     | Клуб малог фудбала Соња     | Бањалука | Реље Крилатице бр. 27, Бањалука | Није узео учешће у лигашким такмичењима     | Стојановић Славољуб         |
|     | Клуб малог фудбала Сократес | Бањалука | Савска 1 Бањалука               |                                             | Трњак Михајло               |

## Кошарка

### Мушки кошаркашки клубови
| Грб | Назив                             | Мјесто   | Адреса                                                      | Ранг такмичења у тренутној сезони; 2016/17. | Лице овлашћено за заступање           |
| --- | --------------------------------- | -------- | ----------------------------------------------------------- | ------------------------------------------- | ------------------------------------- |
|     | Омладински клуб Борац             | Бањалука | Симе Шолаје бр. 7, Бањалука                                 |                                             |                                       |
|     | КК Борац Бањалука                 | Бањалука | Симе Шолаје бр.7, Бањалука                                  | Прва лига РС                                |                                       |
|     | КК Радивој Кораћ Бањалука         | Бањалука | Мајке Југовића бр. 24, Београдска бр . 2 приватна, Бањалука |                                             | Богдановић Јадранка                   |
|     | КК Звијезда Бањалука              | Бањалука | Браце Поткоњака бр. 14/II, Бањалука                         |                                             | Мацановић Неђо                        |
|     | Кошаркашки клуб Млади крајишник   | Бањалука | Драге Малића бр. 1а, Бањалука                               |                                             | Синиша Пепић                          |
|     | Кошаркашки клуб ветерана Бањалука | Бањалука | Драге Малића бр. 1а, Бањалука                               |                                             | Вуковић Драган                        |
|     | Кошаркашки клуб Светосавац        | Бањалука | Симеуна Ђака бр. 15, Бањалука                               |                                             | Василић Далибор                       |
|     | Кошаркашки клуб Бањалука          | Бањалука | Драгана Бубића бр. 3 , Бањалука                             |                                             | Бубић Владимир                        |
|     | Кошаркашки клуб Борац Нектар      | Бањалука | Симе Шолаје бр.7 , Бањалука                                 |                                             | Борис Благојевић; Мирослав Дојчиновић |
|     | Кошаркашки клуб Баскет 2000       | Бањалука | Мирка Ковачевића бр. 37, Бањалука                           |                                             | Симовић Горан                         |

### Женски кошаркашки клубови
| Грб | Назив                                  | Мјесто   | Адреса                      | Ранг такмичења у тренутној сезони; 2016/17. | Лице овлашћено за заступање |
| --- | -------------------------------------- | -------- | --------------------------- | ------------------------------------------- | --------------------------- |
|     | Женски кошаркашки клуб Млади крајишник | Бањалука |                             | Првенство БиХ                               |                             |
|     | Женски кошаркашки клуб Орлови          | Бањалука | Царице Млице бр.1, Бањалука | Првенство БиХ                               | Куштриновић Небојша         |

## Одбојка

### Мушки одбојкашки клубови
| Грб | Назив                       | Мјесто   | Адреса                                           | Ранг такмичења у тренутној сезони; 2016/17. | Лице овлашћено за заступање |
| --- | --------------------------- | -------- | ------------------------------------------------ | ------------------------------------------- | --------------------------- |
|     | Мушки одбојкашки клуб Борац | Бањалука | Патријарха Арсенија Чарнојевића бр. 31, Бањалука | Премијер лига БиХ                           |                             |
|     | Одбојкашки клуб БЛ Волеј    | Бањалука | Старине Новака бр. 1 А, Бањалука                 | Није узео учешће у лигашким такмичењима     |                             |

### Женски одбојкашки клубови
| Грб | Назив                            | Мјесто   | Адреса                           | Ранг такмичења у тренутној сезони; 2016/17. | Лице овлашћено за заступање |
| --- | -------------------------------- | -------- | -------------------------------- | ------------------------------------------- | --------------------------- |
|     | Женски одбојкашки клуб Будућност | Бањалука | Београдска бр. 3, Бањалука       |                                             | Кудра Никола                |
|     | Одбојкашки клуб Бањалука         | Бањалука | Триве Амелице бр. 41/5, Бањалука |                                             | Толимир Вања                |
|     | Одбојкашки клуб Инова            | Бањалука | Грчка бр. 4, Бањалука            | Није узео учешће у лигашким такмичењима     | Савовић Љубиша              |

## Рукомет

### Мушки рукометни клубови
| Грб | Назив                                | Мјесто   | Адреса                                | Ранг такмичења у тренутној сезони; 2016/17. | Лице овлашћено за заступање |
| --- | ------------------------------------ | -------- | ------------------------------------- | ------------------------------------------- | --------------------------- |
|     | Мушки рукометни клуб Борац           | Бањалука | Веселина Маслеше бр. 15-17 , Бањалука | Премијер лига БиХ у рукомету                | Игор Бабић; Борис Ђого      |
|     | Рукометни клуб Омладинац             | Бањалука | Слатинска бр. 19 а, Бањалука          |                                             | Јошић Жељко                 |
|     | Рукометни клуб Косиг Дунав Осигурање | Бањалука | Веселина Маслеше бр. 15-17, Бањалука  | Није узео учешће у лигашким такмичењима     | Пуцаревић Здравко           |
|     | Рукометни клуб Младост               | Бањалука | Бањалука                              | Није узео учешће у лигашким такмичењима     |                             |

### Женски рукометни клубови
| Грб | Назив                              | Мјесто   | Адреса                                         | Ранг такмичења у тренутној сезони; 2016/17. | Лице овлашћено за заступање    |
| --- | ---------------------------------- | -------- | ---------------------------------------------- | ------------------------------------------- | ------------------------------ |
|     | Женски рукометни клуб Борац        | Бањалука | Петра Рађеновића бр. 29, Бањалука              | Премијер лига БиХ у рукомету                | Нада Тешановић; Ранко Глигорић |
|     | Женски рукометни клуб Младост      | Бањалука | Пољског партизанског батаљона бр. 38, Бањалука | Није узео учешће у лигашким такмичењима     | Маријанац Саво                 |
|     | Женски рукометни клуб Врбас-Нектар | Бањалука | Петра Рађеновића бр. 3, Бањалука               | Није узео учешће у лигашким такмичењима     | Малић Вељко                    |
|     | Женски рукометни клуб Будућност    | Бањалука | Степе Степановића бр. 177, Бањалука            |                                             | Слободан Драгичевић            |

## Борилачки спортови

### Боксерски клубови
| Грб | Назив                     | Мјесто   | Адреса                             | Ранг такмичења у тренутној сезони; 2016/17. | Лице овлашћено за заступање |
| --- | ------------------------- | -------- | ---------------------------------- | ------------------------------------------- | --------------------------- |
|     | Боксерски клуб Славија    | Бањалука | Иве Лоле Рибара бр. 7, Бањалука    | Регионална боксерска лига                   |                             |
|     | Боксерски клуб Феникс БиН | Бањалука | Новака Пивашевића бр. 16, Бањалука | Није узео учешће у лигашким такмичењима     |                             |

### Карате клубови
| Грб | Назив                              | Мјесто   | Адреса                             | Ранг такмичења у тренутној сезони; 2016/17.                                          | Лице овлашћено за заступање    |  |
| --- | ---------------------------------- | -------- | ---------------------------------- | ------------------------------------------------------------------------------------ | ------------------------------ |  |
|     | Карате клуб "16"                   | Бањалука | Вељка Млађеновића бб, Бањалука     | Бањалука опен 10.04. 2017., Првенство РС , 2 мјесто Бушидо Бањалука опен 2017        | Шакић Миомир                   |  |
|     | Карате клуб Бањалука               | Бањалука | Београдска бр. 13, Бањалука        |                                                                                      | Мартиновић Мирко               |  |
|     | Карате клуб Алфа                   | Бањалука | Косовке дјевојке бр. 23, Бањалука  |                                                                                      | Вучић Веселко                  |  |
|     | Карате клуб Енергија               | Бањалука | Цара Лазара бр. 19, Бањалука       | Првенство БиХ у каратеу на Палама;Првенство Републике Српске, 03. април 2017. у Фочи | Дерајић Бранко                 |  |
|     | Карате клуб Балкан                 | Бањалука | Степе Степановића бр. 33, Бањалука | Није узео учешће у лигашким такмичењима                                              | Дакић Милан                    |  |
|     | Карате клуб Студент                | Бањалука | Бранка Кошчице бр.50, Бањалука     |                                                                                      |                                |  |
|     | Карате клуб Вудо Каи               | Бањалука | Милоша Дујића бр. 20, Бањалука     | Није узео учешће у лигашким такмичењима                                              | Тадић Љубомир                  |  |
|     | Карате клуб Бушидо                 | Бањалука | Крфска бр. 84, Бањалука            | Бушидо Бањалука опен 2017                                                            | Миловановић Драшко             |  |
|     | Карате клуб Змај                   | Бањалука | Мирјане Јотановић бр.2а, Бањалука  | Није узео учешће у лигашким такмичењима                                              |                                |  |
|     | Универзитетски Карате клуб Врбас   | Бањалука | Тарас Шевченко бр. 20, Бањалука    |                                                                                      | Борис Јеличић                  |  |
|     | Карате клуб Синђелић               | Бањалука | Бањалука                           | Сениорско првенство Републике Српске                                                 |                                |  |
|     | Школа каратеа- карате клуб Шотокан | Бањалука | Мише Ступара бр. 68 а, Бањалука    | 14 Супер Енпи карате куп Суботица                                                    | Врањеш Рајко; Врањеш Атлантида |  |

### Кик бокс клубови
| Грб | Назив                                 | Мјесто   | Адреса                                       | Ранг такмичења у тренутној сезони; 2016/17.                                        | Лице овлашћено за заступање            |
| --- | ------------------------------------- | -------- | -------------------------------------------- | ---------------------------------------------------------------------------------- | -------------------------------------- |
|     | Кик бокс клуб Борац                   | Бањалука | Симе Шолаје бб, Бањалука                     | Бањалука опен 2017                                                                 | Дробњак Милован                        |
|     | Кик бокс клуб Бањалука                | Бањалука | Бањалука                                     |                                                                                    |                                        |
|     | Кик бокс клуб Сектор                  | Бањалука | Бањалука                                     | Није узео учешће у лигашким такмичењима                                            |                                        |
|     | Кик бокс клуб Свети Георгије          | Бањалука | Краља Петра I Карађорђевића бр. 11, Бањалука | Лига Републике Српске у кикбоксу; Државно првенство БиХ у кик боксу, дисциплина К1 |                                        |
|     | Кик бокс клуб Драженско Нинић         | Бањалука | Јована Дучића 23 а, Бањалука                 | Титула ФФц федерације Загреб; Првенство Републике Српске у кик боксу Приједор      | Нинић Драженко                         |
|     | Клуб борилачких спортова Вук          | Бањалука | Гундулићева бр. 92, Бањалука                 | Није узео учешће у лигашким такмичењима                                            | Владимир Милијевић; Славиша Марјановић |
|     | Центар борилачких вјештина Гладијатор | Бањалука | Симе Шолаје бб, Бањалука                     | Није узео учешће у лигашким такмичењима                                            | Штрбац Миодраг                         |

### Реални аикидо клубови
| Грб | Назив                          | Мјесто   | Адреса                        | Ранг такмичења у тренутној сезони; 2016/17. | Лице овлашћено за заступање |
| --- | ------------------------------ | -------- | ----------------------------- | ------------------------------------------- | --------------------------- |
|     | Реални аикидо клуб Српски Соко | Бањалука | Марије Бурсаћ бр.18, Бањалука | Није узео учешће у лигашким такмичењима     | Мирољуб Јовичић             |

### Нанбудо клубови
| Грб | Назив                   | Мјесто   | Адреса                               | Ранг такмичења у тренутној сезони; 2016/17.        | Лице овлашћено за заступање       |
| --- | ----------------------- | -------- | ------------------------------------ | -------------------------------------------------- | --------------------------------- |
|     | Нанбудо центар Бањалука | Бањалука | Филипа Мацуре бр. 25, Бањалука       | Друго и треће мјесто Свјетског првенства у Шпанији | Саша Пурњага                      |
|     | Нанбудо клуб Младост    | Бањалука | Српских Добровољаца бр. 61, Бањалука | Није узео учешће у лигашким такмичењима            | Дијана Пурњага; Мирослав Јанковић |
|     | Нанбудо клуб Пионир     | Бањалука | Куљани бб, Бањалука                  | Није узео учешће у лигашким такмичењима            | Борис Симњановски                 |

### Теквондо клубови
| Грб | Назив                  | Мјесто   | Адреса                       | Ранг такмичења у тренутној сезони; 2016/17. | Лице овлашћено за заступање |
| --- | ---------------------- | -------- | ---------------------------- | ------------------------------------------- | --------------------------- |
|     | Теквондо клуб Кобра    | Бањалука | Мотике бб, Бањалука          |                                             |                             |
|     | Теквондо клуб Јефимија | Бањалука | Драге Малића бр. 7, Бањалука |                                             |                             |
|     | Теквондо клуб Корио    | Бањалука | Равногорска бр. 25, Бањалука |                                             | Родић Миланко               |

### Џију-џица клубови
| Грб | Назив                   | Мјесто   | Адреса                              | Ранг такмичења у тренутној сезони; 2016/17. | Лице овлашћено за заступање |
| --- | ----------------------- | -------- | ----------------------------------- | --- | --------------------------- |
|     | Џију-џица клуб Самурај  | Бањалука | Бањалука                            | Градишка опен 2017„Градишка опен 2017”. Јu jitsu savez Republike Srpske Републике Српске. Архивирано из оригинала 24. 04. 2018. г. Приступљено 06. 05. 2017.</ref> |                             |
|     | Џију-џица клуб Кобре    | Бањалука | Булевар цара Душана бр. 8, Бањалука | | Мирковић Мирослав           |
|     | Џију-џица клуб Минотаур | Бањалука | Дубичка бр. 110/ц, Бањалука         | Градишка опен 2017 | Бабић Небојша               |
|     | Џију-џица клуб Академац | Бањалука | Благоја Паровића, Бањалука          | | Савановић Гојко             |

### Џудо клубови
| Грб | Назив                          | Мјесто   | Адреса                                     | Ранг такмичења у тренутној сезони; 2016/17.                                                         | Лице овлашћено за заступање |
| --- | ------------------------------ | -------- | ------------------------------------------ | --------------------------------------------------------------------------------------------------- | --------------------------- |
|     | Џудо клуб Раде Личина          | Бањалука | Марка Краљевића бр. 23, Бањалука           | Првенство Републике Српске за сениоре и сениорке Лакташи 2017, 2. и 3. мјеста у разним категоријама | Стево Саничанин             |
|     | Џудо клуб Борац                | Бањалука | Бањалука                                   | |                             |
|     | Џудо клуб Крајина-школа спорта | Бањалука | Браће Пантића бр. 4, Бањалука              | Републичко првенство за јуниоре Бијељина, 1. и 3. мјесто у разним категоријама                      | Роквић Душан                |
|     | Омладински џудо клуб Бањалука  | Бањалука | Деспота Стефана Лазаревића бр.24, Бањалука | | Ђурић Зоран                 |
|     | Џудо клуб Звијезда             | Бањалука | Радоја Домановића бр. 25, Бањалука         | Није узео учешће у лигашким такмичењима                                                             | Стојанка Ђурђевић           |

## Кунг фу

### Кунг фу клубови
| Грб | Назив                   | Мјесто   | Адреса                        | Ранг такмичења у тренутној сезони; 2016/17. | Лице овлашћено за заступање |
| --- | ----------------------- | -------- | ----------------------------- | ------------------------------------------- | --------------------------- |
|     | Кунг фу вушу клуб Лотос | Бањалука | Гундулићева бр. 2 а, Бањалука | Није узео учешће у лигашким такмичењима     | Драган Џумић                |

## Атлетика

### Атлетски клубови
| Грб | Назив                  | Мјесто   | Адреса                         | Ранг такмичења у тренутној сезони; 2016/17. | Лице овлашћено за заступање         |
| --- | ---------------------- | -------- | ------------------------------ | --- | ----------------------------------- |
|     | Атлетски клуб Борац    | Бањалука | Владике Платона бр. 6Бањалука  | | Мишљеновић Душан; Небојша Матијевић |
|     | Атлетски клуб Бањалука | Бањалука | Ранка Шипке бр. 78 е, Бањалука | Велење 2017, Европско првенство у кросу 2017. Екипно првенство у БиХ у кросу, 41. крос Партизана у Београду,, Крос РТС-а у Шапцу и Крос у Приједору | Рачић Радисавка, Горан Панић        |

## Бициклизам

### Бициклистички клубови
| Грб | Назив                     | Мјесто   | Адреса                                  | Ранг такмичења у тренутној сезони; 2016/17. | Лице овлашћено за заступање          |
| --- | ------------------------- | -------- | --------------------------------------- | ------------------------------------------- | ------------------------------------ |
|     | Бициклистички клуб БСК    | Бањалука | Симеуна Ђака бр. 9, Бањалука            |                                             | Др. Здравко Јосиповић Тихомир Куваља |
|     | Бициклистички клуб Самит  | Бањалука | Гундулићева бр. 106, Бањалука           |                                             |                                      |
|     | Бициклистички клуб Кастел | Бањалука | Првог Крајишког Корпуса бр. 1, Бањалука |                                             |                                      |

## Алпинистички спортови

### Смучарски клубови
| Грб | Назив                               | Мјесто   | Адреса                    | Ранг такмичења у тренутној сезони; 2016/17. | Лице овлашћено за заступање   |
| --- | ----------------------------------- | -------- | ------------------------- | ------------------------------------------- | ----------------------------- |
|     | Смучарски клуб Бањалука             | Бањалука | Крфска бр. 84, Бањалука   |                                             | Миро Баштинац; Бановић Млађен |
|     | Скејтборд и Сноуборд клуб Гола вода | Бањалука | Кордунашка 8/16, Бањалука |                                             | Тибор Чавић; Реља Аничић      |

## Ауто-мото спорт

### Ауто-мото клубови
| Грб | Назив                              | Мјесто   | Адреса                                | Ранг такмичења у тренутној сезони; 2016/17. | Лице овлашћено за заступање |
| --- | ---------------------------------- | -------- | ------------------------------------- | ------------------------------------------- | --------------------------- |
|     | Ауто-мото клуб Бањалука            | Бањалука | Младена Стојановића бр. 115, Бањалука |                                             | Милан Мачковић              |
|     | Ауто-мото картинг клуб Танасић     | Бањалука | Бањалука                              |                                             | Танасић Милорад             |
|     | Ауто-мото картинг клуб Про драјвер | Бањалука | Младена Стојановића бр. 111, Бањалука |                                             | Миљевић Дамир               |
|     | Ауто картинг клуб Бркић сервис     | Бањалука | Павловац бр. 74Бањалука               |                                             | Бркић Александар            |
|     | Ауто мото клуб Тотал 4x4           | Бањалука | Драгочај ббБањалука                   |                                             | Стијак Зоран                |
|     | Ауто мото клуб Фортуна             | Бањалука | Тромеђа бр. 4аБањалука                |                                             | Симић Далибор               |
|     | Ауто картинг клуб Професионал      | Бањалука | Радована Вулина бр. 23Бањалука        |                                             |                             |

## Планинарење

### Планинарски клубови
| Грб | Назив                                                | Мјесто   | Адреса                             | Ранг такмичења у тренутној сезони; 2016/17. | Лице овлашћено за заступање      |
| --- | ---------------------------------------------------- | -------- | ---------------------------------- | ------------------------------------------- | -------------------------------- |
|     | Планинарско алпинистичко оријентациони клуб Бањалука | Бањалука | Змај Огњеног Вука 178, Бањалука    |                                             | Душко Блажић                     |
|     | Планинарско друштво Козара                           | Бањалука | Франца Шуберта бр. 296, Бањалука   |                                             | Силвана Нађ                      |
|     | Планинарско друштво Поштар                           | Бањалука | Св. Краљице Јелене бр. 9, Бањалука |                                             | Владимир Милаковић               |
|     | Планинарско друштво Мањача                           | Бањалука | Вида Симурџића бр.2, Бањалука      |                                             | Гордана Амиџић                   |
|     | Планинарско друштво Гора                             | Бањалука | Патра бб, Бањалука                 |                                             | Анђелко Глушац                   |
|     | Планинарско алпинистички клуб Самит                  | Бањалука | Његошева бр. 55, Бањалука          |                                             | Драгослав Топић; Мирослав Тривић |

### Пењачки клубови
| Грб | Назив                | Мјесто   | Адреса                                                        | Ранг такмичења у тренутној сезони; 2016/17. | Лице овлашћено за заступање |
| --- | -------------------- | -------- | ------------------------------------------------------------- | ------------------------------------------- | --------------------------- |
|     | Пењачки клуб Соло    | Бањалука | Николе Пашића бр. 51, Бањалука                                |                                             | Дамир Мисија                |
|     | Пењачки клуб Екстрим | Бањалука | Марије Бурсаћ бр. 18 Булевар Петра Бојовића бр. 1 А, Бањалука |                                             | Небојша Шљукић              |

## Тенис

### Тениски клубови
| Грб | Назив                 | Мјесто   | Адреса                                   | Ранг такмичења у тренутној сезони; 2016/17. | Лице овлашћено за заступање |
| --- | --------------------- | -------- | ---------------------------------------- | ------------------------------------------- | --------------------------- |
|     | Тениски клуб Младост  | Бањалука | Парк Младена Стојановића б.б., Бањалука  | Бањалука челенџер                           | Лана Поповић                |
|     | Тениски клуб Борац    | Бањалука | Алеје Светог Саве б.б., Бањалука         |                                             | Трикић Перо                 |
|     | Тениски клуб Бањалука | Бањалука | Булевар В.С. Степановића 208 а, Бањалука | Бањалука опен 2016. године                  | Саша Стовраговић            |
|     | Тениски клуб Елит     | Бањалука | Бранка Грбачића б.б., Бањалука           |                                             | Жугић Јелена                |
|     | Тениски клуб Меч бол  | Бањалука | Бранка Грбчића бб , Бањалука             |                                             | Рачић Зоран                 |

## Стони тенис

### Стонотениски клубови
| Грб | Назив                      | Мјесто   | Адреса                           | Ранг такмичења у тренутној сезони; 2016/17. | Лице овлашћено за заступање |
| --- | -------------------------- | -------- | -------------------------------- | --- | --------------------------- |
|     | Стонотениски клуб Борац    | Бањалука | Владике Платона бб, Бањалука     | Кадетско првенство Републике Српске- Екипно првенство Републике Српске за кадете; Екипно првенство Републике Српске за јуниоре и јуниорке; Куп Републике Српске Сениори/Сениорке | Малиновић Миодраг           |
|     | Стонотениски клуб Бањалука | Бањалука | Младена Стојановића 10, Бањалука | Екипно првенство Републике Српске за јуниоре и јуниорке; Екипно првенство Републике Српске за кадете; Куп Републике Српске Сениори/Сениорке                                      | Делић Небојша               |
|     | Стонотениски клуб Врбас    | Бањалука | , Бањалука                       | |                             |

### Омладински стонотениски клубови
| Грб | Назив                             | Мјесто   | Адреса                                                 | Ранг такмичења у тренутној сезони; 2016/17. | Лице овлашћено за заступање |
| --- | --------------------------------- | -------- | ------------------------------------------------------ | ------------------------------------------- | --------------------------- |
|     | Омладински стонотениски клуб Спин | Бањалука | Ђорђа Јоветића бр. 9 Стевана Булајића бр. 83, Бањалука |                                             | Кавић Саша                  |

## Бадминтон

### Бадминтон клубови
| Грб | Назив                   | Мјесто   | Адреса                           | Ранг такмичења у тренутној сезони; 2016/17. | Лице овлашћено за заступање |
| --- | ----------------------- | -------- | -------------------------------- | ------------------------------------------- | --------------------------- |
|     | Бадминтон Клуб Бањалука | Бањалука | Новице Церовића бр. 17, Бањалука | Бањалука опен 2017                          | Срдић Бране                 |

## Спортови на води

### Ватерполо клубови
| Грб | Назив                   | Мјесто   | Адреса                               | Ранг такмичења у тренутној сезони; 2016/17.                             | Лице овлашћено за заступање |
| --- | ----------------------- | -------- | ------------------------------------ | ----------------------------------------------------------------------- | --------------------------- |
|     | Ватерполо клуб Бањалука | Бањалука | Рајка Боснића бр. 15, Бањалука       | Првенство Србије за ЦЈЗ, Прва Б лига Србије; Бранилац титуле првака БиХ | Жигић Милан                 |
|     | Ватерполо клуб Борац    | Бањалука | Равногорска бр. 3, Бањалука          | 1. Борац куп,                                                           | Вукелић Зоран               |
|     | Ватерполо клуб Студент  | Бањалука | Степе Степановића бр. 236., Бањалука |                                                                         | Гузина Бојан                |
|     | Ватерполо клуб Фортуна  | Бањалука | Тромерђа бр. 1а, Бањалука            |                                                                         | Симић Далибор               |

### Кајак кану и Рафтинг клубови
| Грб | Назив                 | Мјесто   | Адреса                                  | Ранг такмичења у тренутној сезони; 2016/17. | Лице овлашћено за заступање |
| --- | --------------------- | -------- | --------------------------------------- | ------------------------------------------- | --------------------------- |
|     | Кајак кану клуб Врбас | Бањалука | Саве Ковачевића бр. 44, Бањалука        |                                             | Мазалица Милан              |
|     | Рафтинг клуб Кањон    | Бањалука | Првог Крајишког корпуса бр. 2, Бањалука |                                             | Пастир Александар           |
|     | Рафтинг клуб Дајак    | Бањалука | Саве Ковачевића бр. 38, Бањалука        |                                             |                             |
|     | Рафтинг клуб Екстрим  | Бањалука | Симе и Илије Партала бр. 4, Бањалука    |                                             |                             |
|     | Рафтинг клуб Argonaut | Бањалука | Pere Slijepcevica бр. 6, Бањалука       |                                             | Haris Delic                 |

### Пливачки клубови
| Грб | Назив                            | Мјесто   | Адреса                             | Ранг такмичења у тренутној сезони; 2016/17. | Лице овлашћено за заступање |
| --- | -------------------------------- | -------- | ---------------------------------- | --- | --------------------------- |
|     | Пливачки клуб Олимп              | Бањалука | 22. априла бр. 2, Бањалука         | Међународни пливачки митинг "11 april Grand Prix 2017" Београд,„9 медаља у Београду”. Olymp. Архивирано из оригинала 13. 12. 2017. г. Приступљено 06. 05. 2017. Свјетско првенство у Канади (Винсдор)„Свјетско првенство у Канади”. Olymp. Архивирано из оригинала 28. 10. 2017. г. Приступљено 06. 05. 2017. Бањалука опен 2017, | Панић Жељко                 |
|     | Пливачки клуб Младост            | Бањалука | Од Змијања Рајка бр. 391, Бањалука | Зимско првенство Републике Српске 2017, 6. Младост куп | Мићин Саша                  |
|     | Пливачки клуб Бањалука           | Бањалука | Меше Селимовића бр. 10/5, Бањалука | | Вујасин Милена              |
|     | Пливачки клуб Врбас              | Бањалука | Крфска бр. 76, Бањалука            | | Рачић Јелена                |
|     | Пливачки клуб Фортуна            | Бањалука | Тромерђа бр. 1а, Бањалука          | | Симић Далибор               |
|     | Пливачки клуб Аква Стар          | Бањалука | Симе Миљуша бр. 80, Бањалука       | | Бранкица Кепчија            |
|     | Академски пливачки клуб 22 април | Бањалука | Симе Миљуша бб, Бањалука           | | Граховац Горан              |

### Ронилачки клубови
| Грб | Назив                  | Мјесто   | Адреса                             | Ранг такмичења у тренутној сезони; 2016/17. | Лице овлашћено за заступање |
| --- | ---------------------- | -------- | ---------------------------------- | ------------------------------------------- | --------------------------- |
|     | Ронилачки клуб Бук     | Бањалука | Јасењинова бр. 1, Бањалука         |                                             | Трнинић Борислав            |
|     | Ронилачки клуб Пелагос | Бањалука | Николе Пашића бр. 36/VII, Бањалука |                                             | Галић Мирослав              |
|     | Ронилачки клуб Делфин  | Бањалука | Рајка Боснића 6А, Бањалука         |                                             | Гајић Игор                  |

## Спортски риболов

### Спортско риболовни клубови
| Грб | Назив                               | Мјесто   | Адреса                             | Ранг такмичења у тренутној сезони; 2016/17. | Лице овлашћено за заступање |
| --- | ----------------------------------- | -------- | ---------------------------------- | ------------------------------------------- | --------------------------- |
|     | Спортско риболовно друштво Бањалука | Бањалука | Трг српских јунака бр.1 , Бањалука |                                             | Драган Тимарац              |

## Спортски плес

### Плесни клубови
| Грб | Назив                   | Мјесто   | Адреса                            | Ранг такмичења у тренутној сезони; 2016/17. | Лице овлашћено за заступање |
| --- | ----------------------- | -------- | --------------------------------- | ------------------------------------------- | --------------------------- |
|     | Плесни клуб Гема        | Бањалука | Јована Дучића бр. 23 а, Бањалука  |                                             | Велобор Срдић               |
|     | Плесни клуб Болеро      | Бањалука | Милана Мирића бр. 4, Бањалука     |                                             | Сањин Бузаџија              |
|     | Плесни клуб Латино денс | Бањалука | Краља Петра I Карађ. 84, Бањалука |                                             | Владимир Дивјак             |
|     | Плесни клуб Сити џез    | Бањалука | Стевана Мокрањца 1 а, Бањалука    |                                             | Тања Дукић                  |

### Стрељашки клубови
| Грб | Назив                         | Мјесто   | Адреса                                          | Ранг такмичења у тренутној сезони; 2016/17. | Лице овлашћено за заступање |
| --- | ----------------------------- | -------- | ----------------------------------------------- | ------------------------------------------- | --------------------------- |
|     | Стрељашки клуб Козара         | Бањалука | Битољска бб, Бањалука                           |                                             | Никодиновић Синиша          |
|     | Стрељашки клуб Крајишки Борац | Бањалука | Вука Караџића бр. 2 Београдска бр. 8 , Бањалука |                                             | Убипарип Жељко              |
|     | Стрељашки клуб Никола Бокан   | Бањалука | Симе Шолаје бб, Бањалука                        |                                             | Стакић Душко                |
|     | Стрељашки клуб Бањалука       | Бањалука | Битољска бб, Бањалука                           |                                             | Стијаковић Небојша          |
|     | Стрељашки клуб Удас           | Бањалука | Београдска бр. 8, Бањалука                      |                                             | Убипарип Жељко              |

### Стреличарски клубови
| Грб | Назив                      | Мјесто   | Адреса                                           | Ранг такмичења у тренутној сезони; 2016/17. | Лице овлашћено за заступање |
| --- | -------------------------- | -------- | ------------------------------------------------ | ------------------------------------------- | --------------------------- |
|     | Стреличарски клуб Бањалука | Бањалука | Ранка Шипке 80 д ;(Цара Лазара бр. 1а), Бањалука |                                             | Вукелић Дамир               |
|     | Стреличарски клуб Кастел   | Бањалука | Драгана Бубића бр. 14 а, Бањалука                |                                             |                             |

### Пејнтбол клубови
| Грб | Назив                   | Мјесто   | Адреса     | Ранг такмичења у тренутној сезони; 2016/17. | Лице овлашћено за заступање |
| --- | ----------------------- | -------- | ---------- | ------------------------------------------- | --------------------------- |
|     | Пејнтбол клуб Proactive | Бањалука | , Бањалука |                                             |                             |

## Рагби

### Рагби клубови
| Грб | Назив                            | Мјесто   | Адреса                                          | Ранг такмичења у тренутној сезони; 2016/17. | Лице овлашћено за заступање |
| --- | -------------------------------- | -------- | ----------------------------------------------- | ------------------------------------------- | --------------------------- |
|     | Рагби лига клуба Борац           | Бањалука | Краља Александра I Карађорђевића 40, Бањалука   | Balkan Super League                         | Младен Бобар                |
|     | Рагби лига клуба Бијели зечеви   | Бањалука | Булевар војводе Петра Бојовића бр. 1а, Бањалука | Куп БиХ, Прва рагби лига Републике Српске   | Сретен Зец                  |
|     | Рагби лига клуба Челични вепрови | Бањалука | Илије Гарашанина бр. 8ц, Бањалука               |                                             |                             |

## Хокеј

### Хокејашки клубови
| Грб | Назив                | Мјесто   | Адреса                             | Ранг такмичења у тренутној сезони; 2016/17.                          | Лице овлашћено за заступање    |
| --- | -------------------- | -------- | ---------------------------------- | -------------------------------------------------------------------- | ------------------------------ |
|     | Флорбал клуб Громови | Бањалука | Дарка Јакмировића бр. 3 , Бањалука | Флорбол (Floorball) лига Босне и Херцеговине, Флорбол Бањалука 2017. | Драган Вучић; Далибор Самарџић |

## Куглашки спортови

### Куглашки клубови
| Грб | Назив                     | Мјесто   | Адреса                                   | Ранг такмичења у тренутној сезони; 2016/17.                                                                                  | Лице овлашћено за заступање |
| --- | ------------------------- | -------- | ---------------------------------------- | --- | --------------------------- |
|     | Куглашки клуб Борац       | Бањалука | Веселина Маслеше бр. 34, Бањалука        | „Трофеј Београда” 2016. године (3. мјесто), Међународни турнир „Борац-Борик 2017”, Екипно такмичење за кадете у Какњу 2017., | Кудра Душан                 |
|     | Куглашки клуб Метал макс  | Бањалука | Његошева бр. 109, Бањалука               | | Ковачевић Славко            |
|     | Куглашки клуб Книн-Ревита | Бањалука | Првог Крајишког корпуса бр.130, Бањалука | | Пријић Илија                |
|     | Куглашки клуб Ада         | Бањалука | Његошева бр. 1А, Бањалука                | |                             |
|     | Куглашки клуб Витаминка   | Бањалука | Браће Пиштељића бр. 22, Бањалука         | | Гранолић Бошко              |

### Женски куглашки клубови
| Грб | Назив                      | Мјесто   | Адреса                       | Ранг такмичења у тренутној сезони; 2016/17. | Лице овлашћено за заступање |
| --- | -------------------------- | -------- | ---------------------------- | ------------------------------------------- | --------------------------- |
|     | Женски куглашки клуб Врбас | Бањалука | Видовданска бр. 53, Бањалука | „Божићни турнир Врбас 2017.” - финале       | Павловић Зоран              |

### Боћарски клубови
| Грб | Назив                  | Мјесто   | Адреса                         | Ранг такмичења у тренутној сезони; 2016/17. | Лице овлашћено за заступање |
| --- | ---------------------- | -------- | ------------------------------ | ------------------------------------------- | --------------------------- |
|     | Боћарски клуб Бањалука | Бањалука | Вука Караџића бр. 6 , Бањалука |                                             | Ерцег Миле                  |

## Игре на табли

### Шаховски клубови
| Грб | Назив                   | Мјесто   | Адреса                           | Ранг такмичења у тренутној сезони; 2016/17.                                                 | Лице овлашћено за заступање |
| --- | ----------------------- | -------- | -------------------------------- | ------------------------------------------------------------------------------------------- | --------------------------- |
|     | Шаховски клуб Бањалука  | Бањалука | Симе Матавуља бр. 53 , Бањалука  | Прва шаховска лига Републике Српске; Екипно брзопотезно првенство 1. лиге Републике Српске; | Милан Божић                 |
|     | Шаховски клуб Каиса     | Бањалука | Војвођанска бб, Бањалука         | Куп шаховског савеза Републике Српске, Бања Дворови(сениори);                               | Симић Миладин               |
|     | Шаховски клуб Крајишник | Бањалука | Николе Пашића бр. 38 а, Бањалука |                                                                                             | Ћетковић Никола             |
|     | Шаховски клуб Лауш      | Бањалука | Карађорђева бр. 61 , Бањалука    |                                                                                             | Синиша Вјештица             |
|     | Школа шаха Мала рокада  | Бањалука | Драгише Васића бр. 29, Бањалука  |                                                                                             | Кременовић Остоја           |
|     | Шаховски клуб Чајевец   | Бањалука | Јована Дучића бр. 25, Бањалука   |                                                                                             | Слободан Ђукић              |

## Гимнастика

### Гимнастички клубови
| Грб | Назив                                 | Мјесто   | Адреса                        | Ранг такмичења у тренутној сезони; 2016/17. | Лице овлашћено за заступање  |
| --- | ------------------------------------- | -------- | ----------------------------- | ------------------------------------------- | ---------------------------- |
|     | Спортско гимнастичко удружење Спартак | Бањалука | Тина Ујевића бр. 3 , Бањалука |                                             | Саша Ковачевић; Душан Хорват |
|     | Гимнастички клуб Алегро               | Бањалука | Мајевичка 11 б, Бањалука      |                                             | Старчевић Ренее              |

## Коњичарство

### Коњички клубови
| Грб | Назив                      | Мјесто   | Адреса                | Ранг такмичења у тренутној сезони; 2016/17. | Лице овлашћено за заступање |
| --- | -------------------------- | -------- | --------------------- | ------------------------------------------- | --------------------------- |
|     | Коњички клуб Чокорска поља | Бањалука | Чокора бр.1, Бањалука |                                             | Милутин Јовић               |
|     | Коњички клуб Paddock       | Бањалука | Барловци бб, Бањалука |                                             |                             |

## Ваздухопловство

### Аеро клубови
| Грб | Назив                        | Мјесто   | Адреса                           | Ранг такмичења у тренутној сезони; 2016/17. | Лице овлашћено за заступање |
| --- | ---------------------------- | -------- | -------------------------------- | ------------------------------------------- | --------------------------- |
|     | Аеро клуб Свети Илија        | Бањалука | Јована Дучића бр. 100 , Бањалука |                                             | Келечевић Дражен            |
|     | Аеро клуб Ултра лаког летења | Бањалука | Јована Дучића бр. 100 , Бањалука |                                             | Будимчић Милош              |
|     | Аеро моделарски клуб Галеб   | Бањалука | Јована Дучића бр. 100 , Бањалука |                                             | Бјелајац Мирко              |

### Параглајдинг клубови
| Грб | Назив                       | Мјесто   | Адреса                              | Ранг такмичења у тренутној сезони; 2016/17. | Лице овлашћено за заступање |
| --- | --------------------------- | -------- | ----------------------------------- | ------------------------------------------- | --------------------------- |
|     | Параглајдинг клуб Адреналин | Бањалука | Краља Алфонса XIII бр. 10, Бањалука |                                             | Сантрач Александар          |

### Падобрански клубови
| Грб | Назив                     | Мјесто   | Адреса                           | Ранг такмичења у тренутној сезони; 2016/17. | Лице овлашћено за заступање |
| --- | ------------------------- | -------- | -------------------------------- | ------------------------------------------- | --------------------------- |
|     | Падобрански клуб Бањалука | Бањалука | Јована Дучића бр. 100 , Бањалука |                                             | Црналић Златан              |

## Мисаоне игре

### Клубови
| Грб | Назив                       | Мјесто   | Адреса                            | Ранг такмичења у тренутној сезони; 2016/17. | Лице овлашћено за заступање |
| --- | --------------------------- | -------- | --------------------------------- | ------------------------------------------- | --------------------------- |
|     | ГО клуб Бањалука            | Бањалука | Јована Дучића бр. 36, Бањалука    |                                             | Бајић Владимир              |
|     | Клуб мисаоних игара Реактор | Бањалука | Крајишких бригада бр. 1, Бањалука |                                             | Баришић Никола              |
|     | Бриџ клуб Бањалука          | Бањалука | Грчка бр. 19, Бањалука            |                                             |                             |

## Спорт инвалидних лица
| Грб | Назив                                         | Мјесто   | Адреса                                | Ранг такмичења у тренутној сезони; 2016/17. | Лице овлашћено за заступање |
| --- | --------------------------------------------- | -------- | ------------------------------------- | ------------------------------------------- | --------------------------- |
|     | Савез за спорт и рекреацију инвалида Бањалука | Бањалука | Јована Дучића бр. 7, Бањалука         |                                             | Радован Шпирић              |
|     | Клуб сједеће одбојке Крајишник                | Бањалука | Булевар Српске војске бр.11, Бањалука |                                             | Милован Рогић               |
|     | Инвалидски одбојкашки клуб Борац              | Бањалука | Паве Радана бр.9 , Бањалука           |                                             | Мирослав Срдић; Новак Грбић |
|     | Одбојкашки клуб инвалида Бањалука             | Бањалука | Симе Матавуља бр. 4, Бањалука         |                                             | Новак Грбић                 |
|     | Друштво за спорт и рекреацију слијепих Вид    | Бањалука | Симе Матавуља бр. 4, Бањалука         |                                             | Радомир Радановић           |
|     | Стрељачки клуб инвалида Бањалука              | Бањалука | Симе Матавуља бр. 4, Бањалука         |                                             | Мирко Релић; Новак Грбић    |
|     | Стрељачки клуб инвалида Борац                 | Бањалука | Симе Миљуша бр. 2, Бањалука           |                                             | Жељко Убипарип              |
|     | Спортско риболовни клуб инвалида Срки         | Бањалука | Калемегданска бр. 16, Бањалука        |                                             | Андрија Жунић               |
|     | Кошаркашки клуб инвалида Врбас                | Бањалука | Марије Бурсаћ број 1, Бањалука        |                                             | Маринко Умичевић            |
|     | Атлетски клуб инвалидних лица Бањалука        | Бањалука | Стевана Булајића бр. 40, Бањалука     |                                             | Зоран Панић                 |

Поред ових спортских клубова налазе се и такође спортски савези града Бањалуке, а они су:

## Спортски савези
| Назив                                             | Мјесто   | Адреса                                                 | Овлашћено лице за заступање.   |
| ------------------------------------------------- | -------- | ------------------------------------------------------ | ------------------------------ |
| Рукометни савез Бањалука                          | Бањалука | Алеја Светог Саве бр. 48, Бањалука                     | Бабић Синиша                   |
| Градски Фудбалски савез                           | Бањалука | Јована Дучића бр. 40; Владике Платона бр. 6 , Бањалука | Никола Вујић                   |
| Стрељачки савез града Бањалука                    | Бањалука | Симе Шолаје бб, Бањалука                               | Поповић Слободан               |
| Карате савез Бањалука                             | Бањалука | Мише Ступара бр. 68 а, Бањалука                        | Врањеш Рајко                   |
| Пливачки савез града Бањалука                     | Бањалука | Младена Стојановића 10, Бањалука                       | Недо Никодиновић; Жељко Панић  |
| Савез клубова борилачких вјештина града Бањалука  | Бањалука | Филипа Мацуре бр. 25 , Бањалука                        | Саша Пурњага                   |
| Шаховски савез града Бањалуке                     | Бањалука | Николе Пашића 38 а; Гундулићева бр. 102 , Бањалука     | Синиша Вјештица                |
| Савез ауто, мото и картинг клубова града Бањалука | Бањалука | Младена Стојановића бр. 111 , Бањалука                 | Дамир Миљевић; Танасић Милорад |
| Кик бокс савез града Бањалука                     | Бањалука | Симе Шолаје бб (склониште центар) , Бањалука           | Дробњак Милован                |
| Градски куглашки савез Бањалуке                   | Бањалука | Алеја Светог Саве бр. 48, Бањалука                     | Паштар Ђорђе; Ковачевић Славко |
| Тениски савез Бањалука                            | Бањалука | Алеја Светога Саве бб, Бањалука                        | Шукало Војин; Владо Јовичић    |
| Савез ваздухопловних спортова града Бањалуке      | Бањалука | Јована Дучића бр. 100 , Бањалука                       | Топић Драгослав; Гороња Немања |
| Гимнастички савез Бањалука                        | Бањалука | Тина Ујевића бр. 3 (Душан Хорват), Бањалука            | Ковачевић Саша                 |
| Савез сједеће одбојке инвалида града Бањалука     | Бањалука | Симе Матаваља бр. 4, Бањалука                          | Милован Рогић                  |
| Карате савез града Бањалука                       | Бањалука | Алеја Светога Саве бр. 48 , Бањалука                   | Ненад Бодирожа                 |
| Кајак и рафтинг савез града Бањалука              | Бањалука | Саве Ковачевића бр. 48, Бањалука                       | Александар Пастир              |
| Џудо савез града Бањалука                         | Бањалука | Бањалука                                               | Душан Роквић                   |
| Одбојкашки савез града Бањалука                   | Бањалука | Јована Дучића бр. 2; Старине Новака бр. 1 А, Бањалука  | Душан Кудра; Душко Овука       |
| Ватерполо савез града Бањалука                    | Бањалука | Раковачких Рудара бр. 12 , Бањалука                    | Слободан Граховац              |
| Стонотенисерски савез града Бањалука              | Бањалука | Стевана Булајића бр. 83, Бањалука                      | Игор Михајловић                |
| Кошаркашки савез града Бањалука                   | Бањалука | Драге Малића бр. 1 , Бањалука                          | Зоран Новаковић                |
| Планинарски савез града Бањалука                  | Бањалука | Бањалука                                               | Душко Блажић                   |